# مايكل ماير (سياسي)
مايكل ماير (بالألمانية: Michael Mayr) (10 أبريل 1864 – 21 مايو 1922)، سياسي نمساوي، شغل منصب مستشار النمسا في جمهورية النمسا الأولى من يوليو 1920 إلى يونيو 1921. كان عضوًا في حزب الشعب المسيحي [الإنجليزية]، وبحكم المهنة مؤرخًا.